# Bandwagonesque
Az 1991-es Bandwagonesque a Teenage Fanclub harmadik nagylemeze. Arról lett híres, hogy a Spin magazin az év legjobb albumának választotta, megelőzve ezzel a Nirvana Nevermind albumát. Az amerikai sikert a Star Sign kislemez 4. helyezése hozta meg a Modern Rock Tracks listán, ezzel az országban elért legnagyobb sikerük lett. A What You Do to Me és a The Concept is top 20-as volt a listán.
A borítót Sharon Fitzgerald tervezte, és egy dollárjellel ellátott pénzeszsákot ábrázol. Amikor ezt a Kiss tagja, Gene Simmons megtudta (ő birtokolja a logó jogait), egy levelet küldött a Geffen Records-nak, akik egy csekkel válaszoltak rá.
Az album szerepel az 1001 lemez, amit hallanod kell, mielőtt meghalsz című könyvben.

## Az album dalai
|     | Cím               | Szerző(k)            | Hossz |
| --- | ----------------- | -------------------- | ----- |
| 1.  | The Concept       | Norman Blake         | 6:07  |
| 2.  | Satan             | Teenage Fanclub      | 1:22  |
| 3.  | December          | Gerard Love          | 3:03  |
| 4.  | What You Do to Me | Blake                | 2:00  |
| 5.  | I Don't Know      | Raymond McGinley     | 4:36  |
| 6.  | Star Sign         | Love                 | 4:53  |
| 7.  | Metal Baby        | Blake                | 3:39  |
| 8.  | Pet Rock          | Love                 | 2:35  |
| 9.  | Sidewinder        | Love, Brendan O'Hare | 3:03  |
| 10. | Alcoholiday       | Blake                | 5:26  |
| 11. | Guiding Star      | Love                 | 2:48  |
| 12. | Is This Music?    | Love                 | 3:57  |

## Közreműködők
- Norman Blake – ének, gitár
- Gerard Love – ének, basszusgitár
- Raymond McGinley – ének, gitár
- Brendan O'Hare – dob
- Joseph McAlinden – fúvós és vonós hangszerek
- Don Fleming – alkalmanként gitár és ének
- Dave Buchanan – taps

## Fordítás
Ez a szócikk részben vagy egészben a Bandwagonesque című angol Wikipédia-szócikk ezen változatának fordításán alapul.  Az eredeti cikk szerkesztőit annak laptörténete sorolja fel. Ez a jelzés csupán a megfogalmazás eredetét és a szerzői jogokat jelzi, nem szolgál a cikkben szereplő információk forrásmegjelöléseként.